# Nienstedtener Friedhof

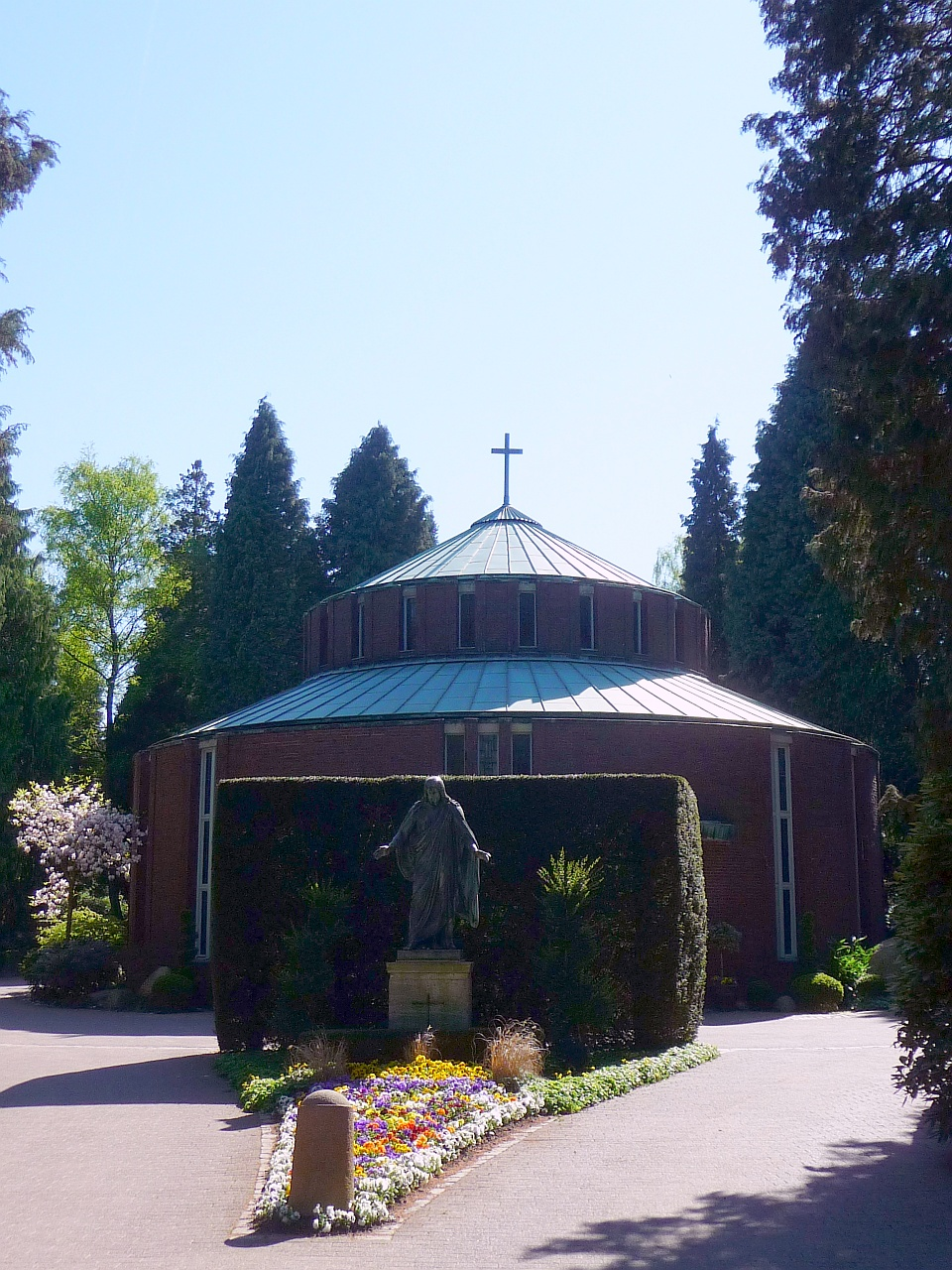
Kapelle

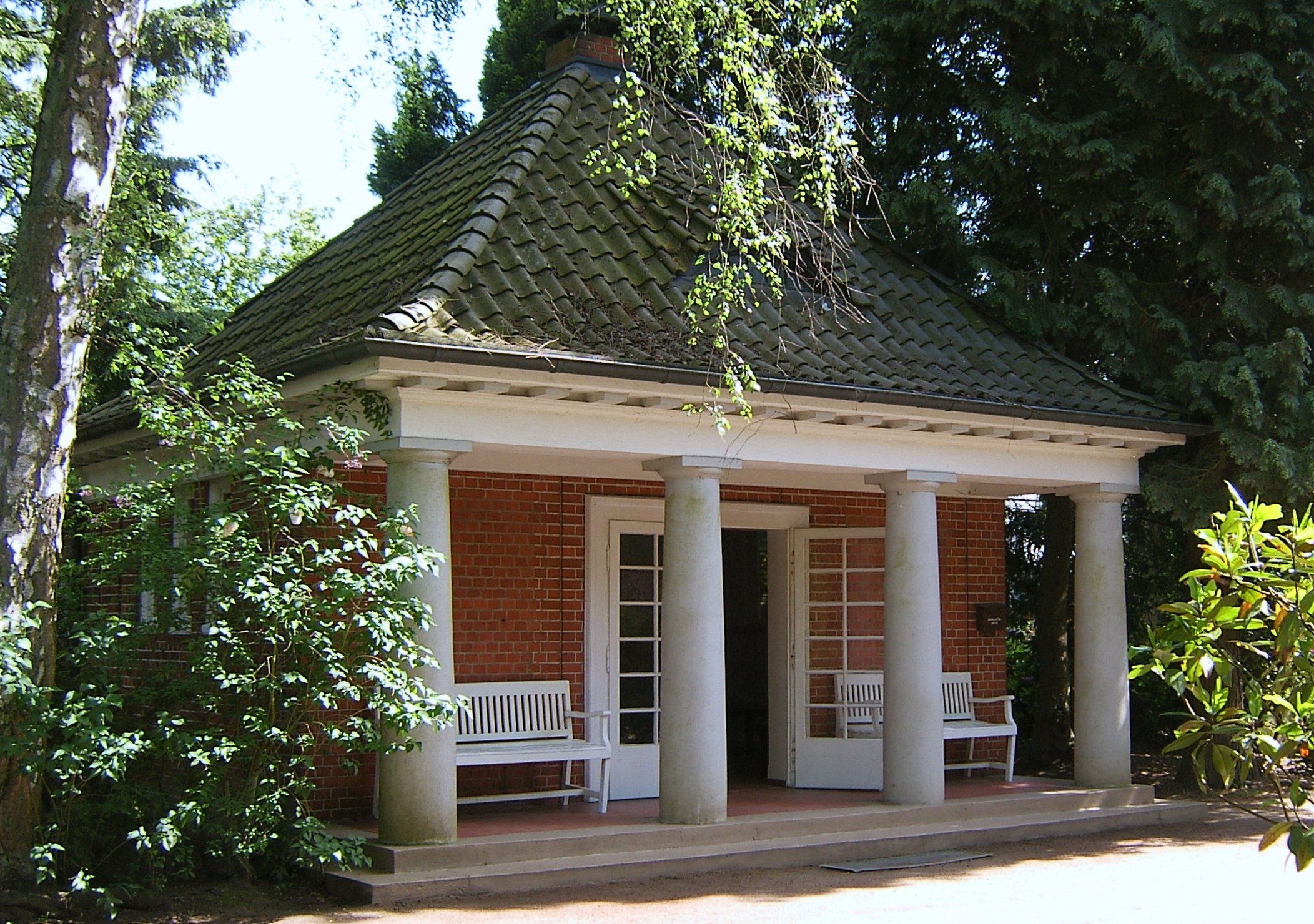
Torhaus

Der Nienstedtener Friedhof ist ein Friedhof in Hamburg. Auf ihm wurde erstmals 1814 bestattet. Der Friedhof hat nach mehreren Erweiterungen heute eine Größe von 10,5 Hektar.

## Lage
Der Friedhof liegt an der Elbchaussee in der Nähe der Nienstedtener Kirche in Nienstedten, heute ein Hamburger Stadtteil.

## Geschichte
Der Friedhof wurde 1814 in dem damals gängigen geometrischen Stil angelegt. Nienstedten war im frühen 19. Jahrhundert das kirchliche Zentrum eines großen Gebietes, zu dem damals Blankenese, Dockenhuden, Klein Flottbek, Groß Flottbek, Osdorf, Sülldorf, Rissen und Schenefeld gehörten. Bis auf Schenefeld gehören heute alle diese ehemaligen Dörfer zu Hamburg. Anfangs wurde nach Ortschaften getrennt bestattet. Durch spätere Verselbstständigungen einiger Gemeinden entstanden in Blankenese und Groß Flottbek eigene Friedhöfe.
1911 entstand der heutige Warteraum, ein Gebäude mit vier Säulen im Zugangsbereich. In ihm wurden auch kleine Trauerfeiern abgehalten, wenn die Feier nicht in der Kirche vorgesehen war. 1929 wurde die Friedhofskapelle (Architekt: Kurt Stoltenberg, Altona) eingeweiht und 1995 aufwändig renoviert.
Das Anwachsen der Gemeinden machte es notwendig, das Friedhofsgelände immer wieder zu erweitern. Bisher fanden insgesamt 11 Erweiterungen zwischen 1836 und zuletzt 1974/75 statt.

## Gedenkstätte

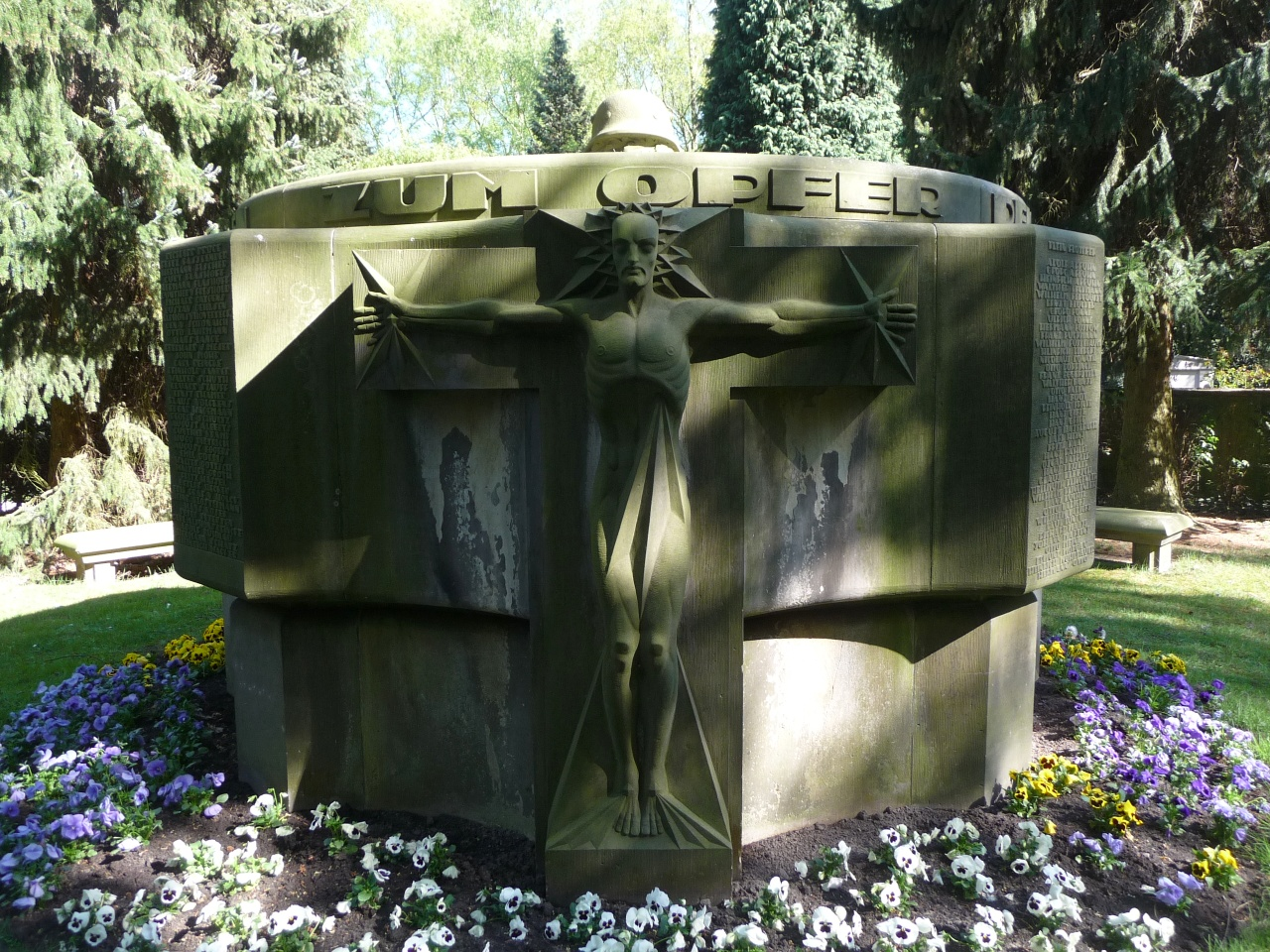
Gedenkstätte

Der Hamburger Bildhauer Richard Luksch schuf 1920 die Gedenkstätte zum Ersten Weltkrieg. Direkt daneben befindet sich eine kleinere Gedenkstätte zu Ehren der Gefallenen des Zweiten Weltkrieges. Kriegsgräber gibt es nicht, abgesehen von Bestattungen von Gefallenen in Familiengräbern.

## Gräber
Grabstätten bekannter Familien und Persönlichkeiten und kunst- und kulturgeschichtlich bedeutende Grabdenkmäler sind in größerer Zahl auf dem Friedhof zu finden. Hervorzuheben sind die künstlerisch gestalteten Gräber der Familie Bruhn (das Grab wird durch einen sehr filigran gearbeiteten großen Engel geschmückt) oder das Familiengrab Eduard Cords (ein aus schwarzen Steinen in stufenförmiger Bauweise gestaltetes Grabmal) oder das nach keltischem Vorbild geschaffene Grabkreuz des Familiengrabes des Altonaer Senators Alexander Baur.

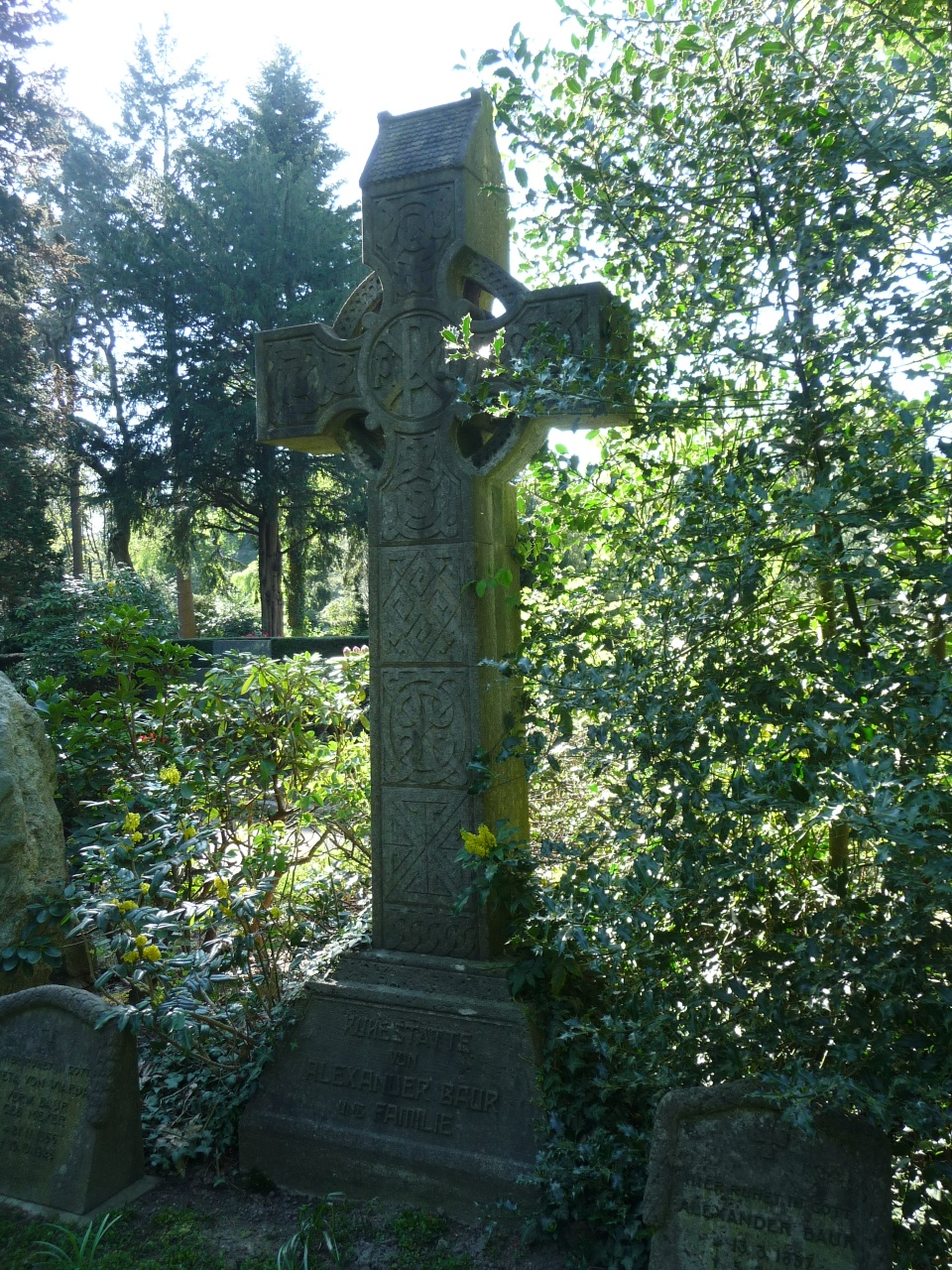
Grabstätte von Alexander Baur
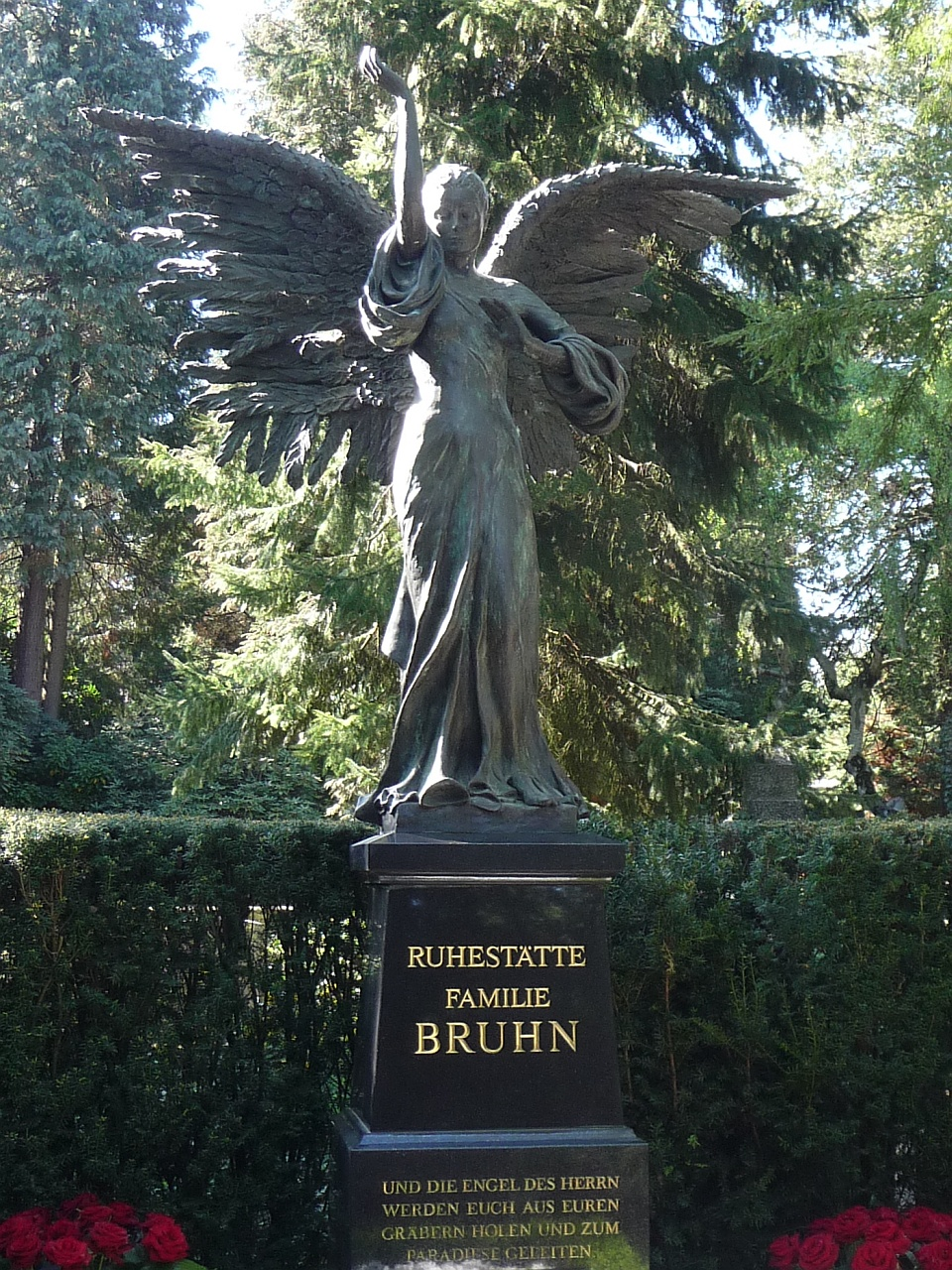
Familiengrab Bruhn
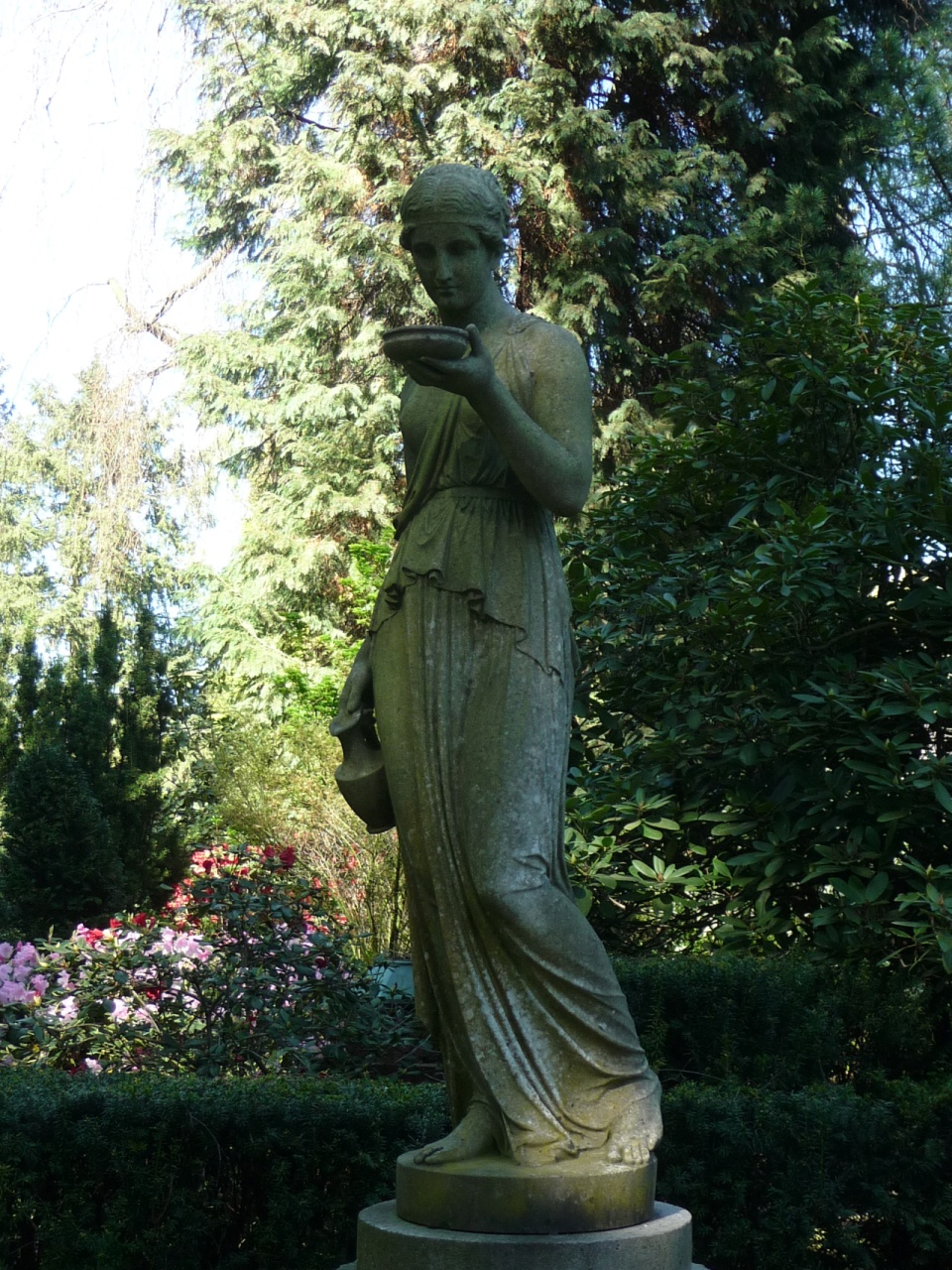
Familiengrab Cammann
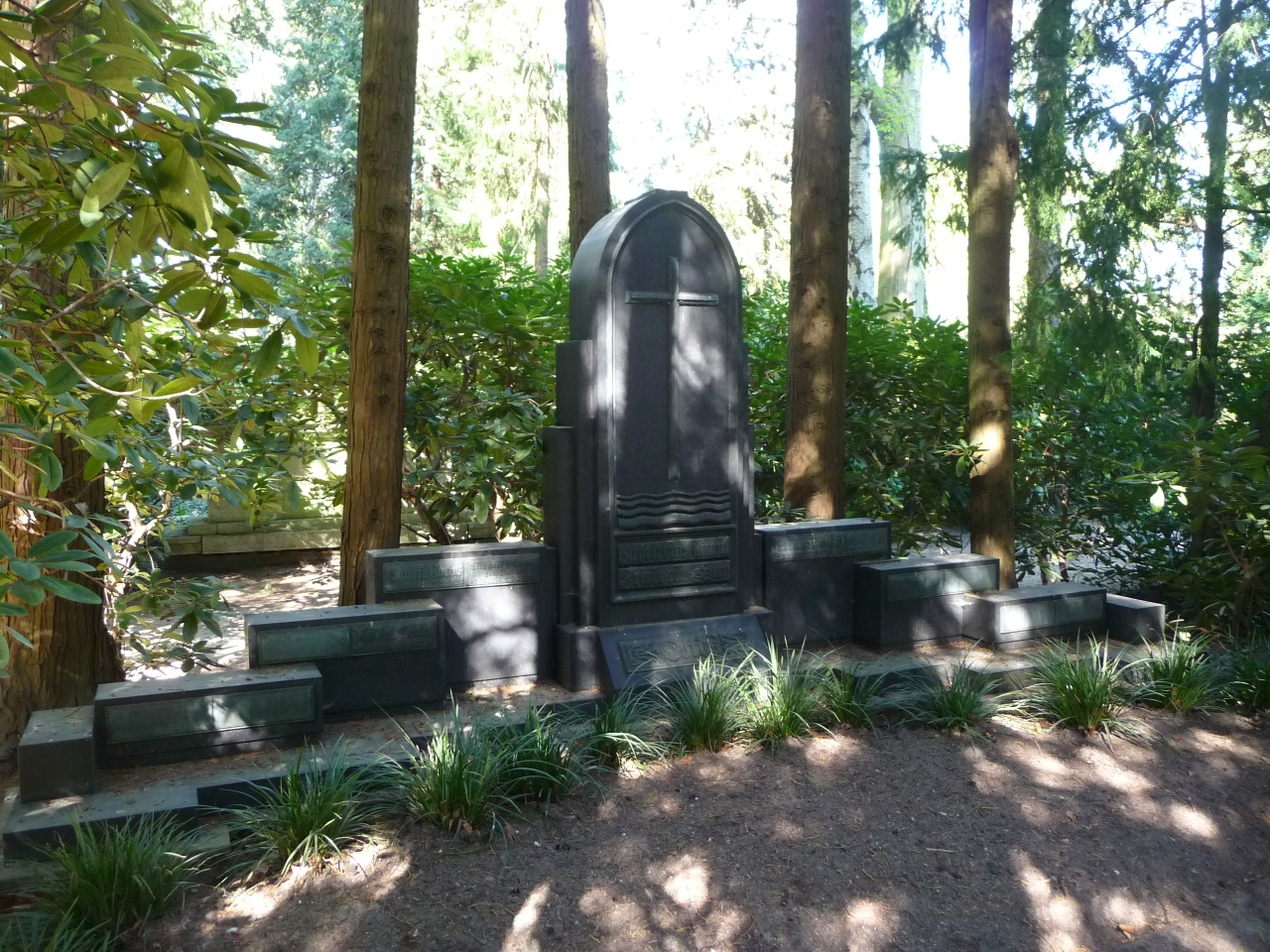
Eduard Cords
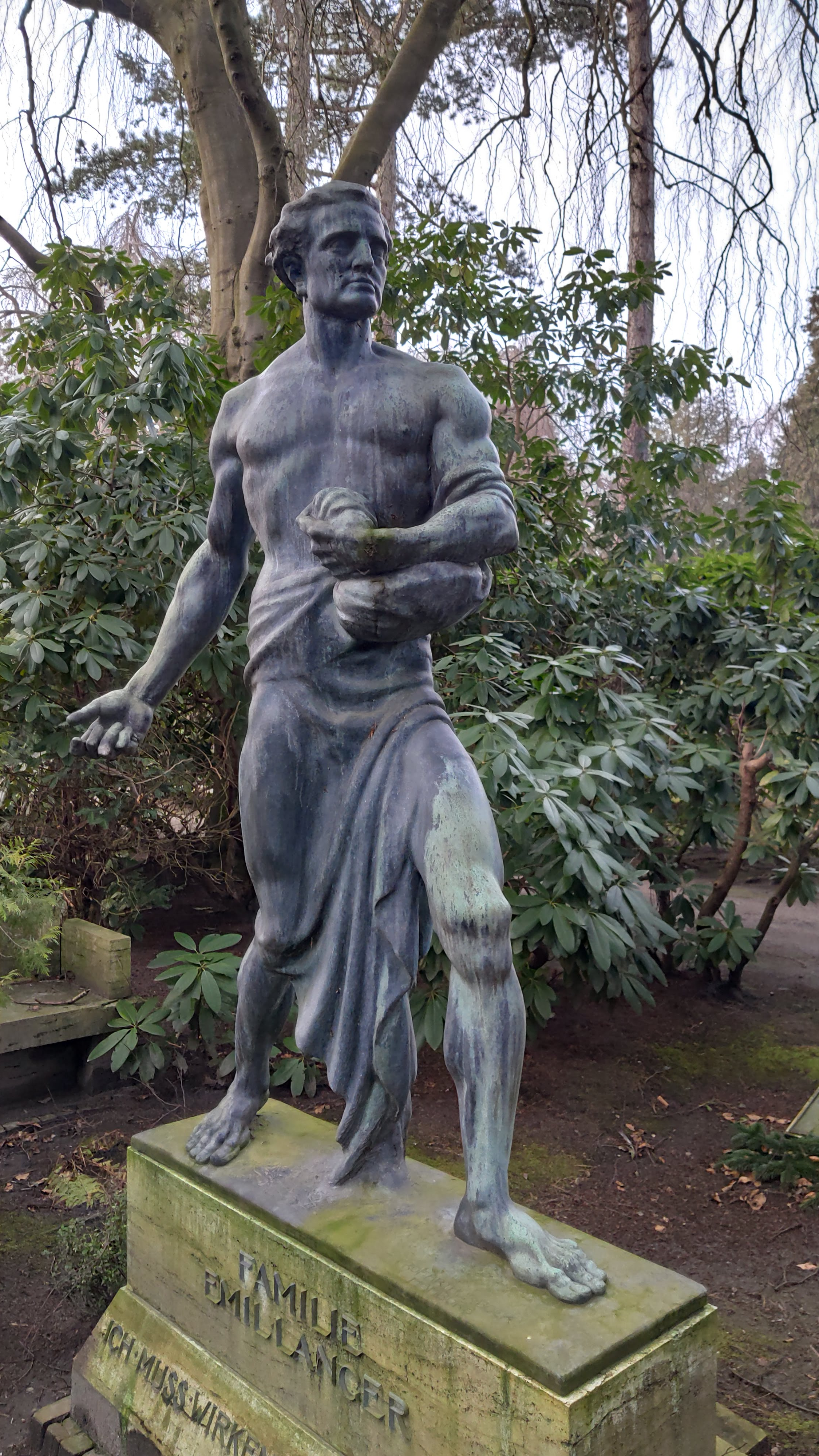
Bronzeskulptur Sämann (Arthur Bock) Grab Emil Langer

### Mausoleen und Grüfte
Man findet auf dem Gelände drei Mausoleen, zwei kleine und das große Mausoleum von Rudolph Freiherr von Schröder (siehe unter Schröder Gebrüder & Co.). Zwar keine Mausoleen, dennoch aber erwähnenswert sind auch die große Gruft des Caspar Freiherr von Vogth, die neuzeitliche Gruft von Hans Henny Jahnn und die Familiengruft George Heinrich Hesse. Letztere ist heutzutage komplett von Efeu überwuchert und daher kaum noch auffällig.

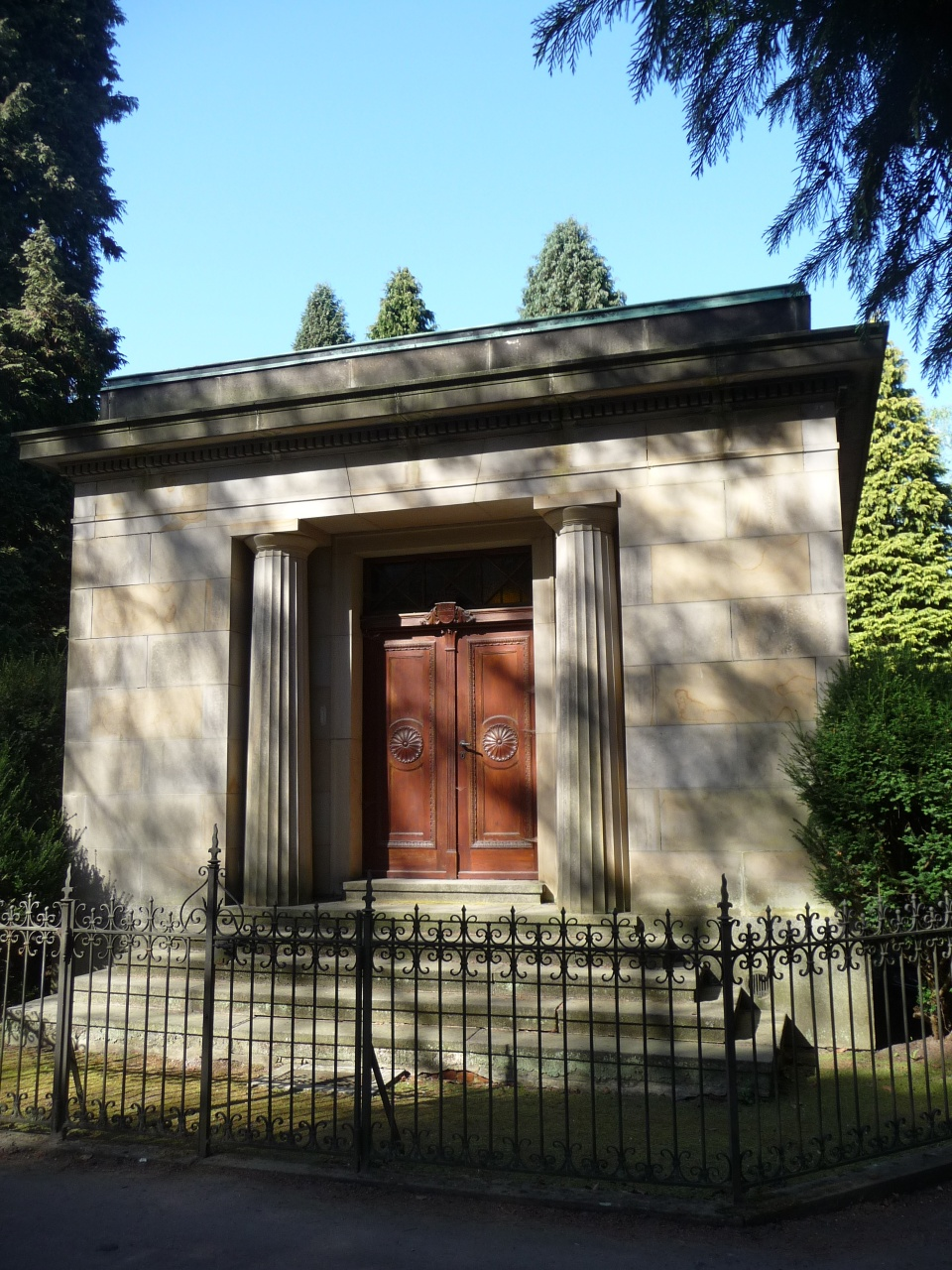
Mausoleum Rudolph Freiherr von Schröder (→Lage)
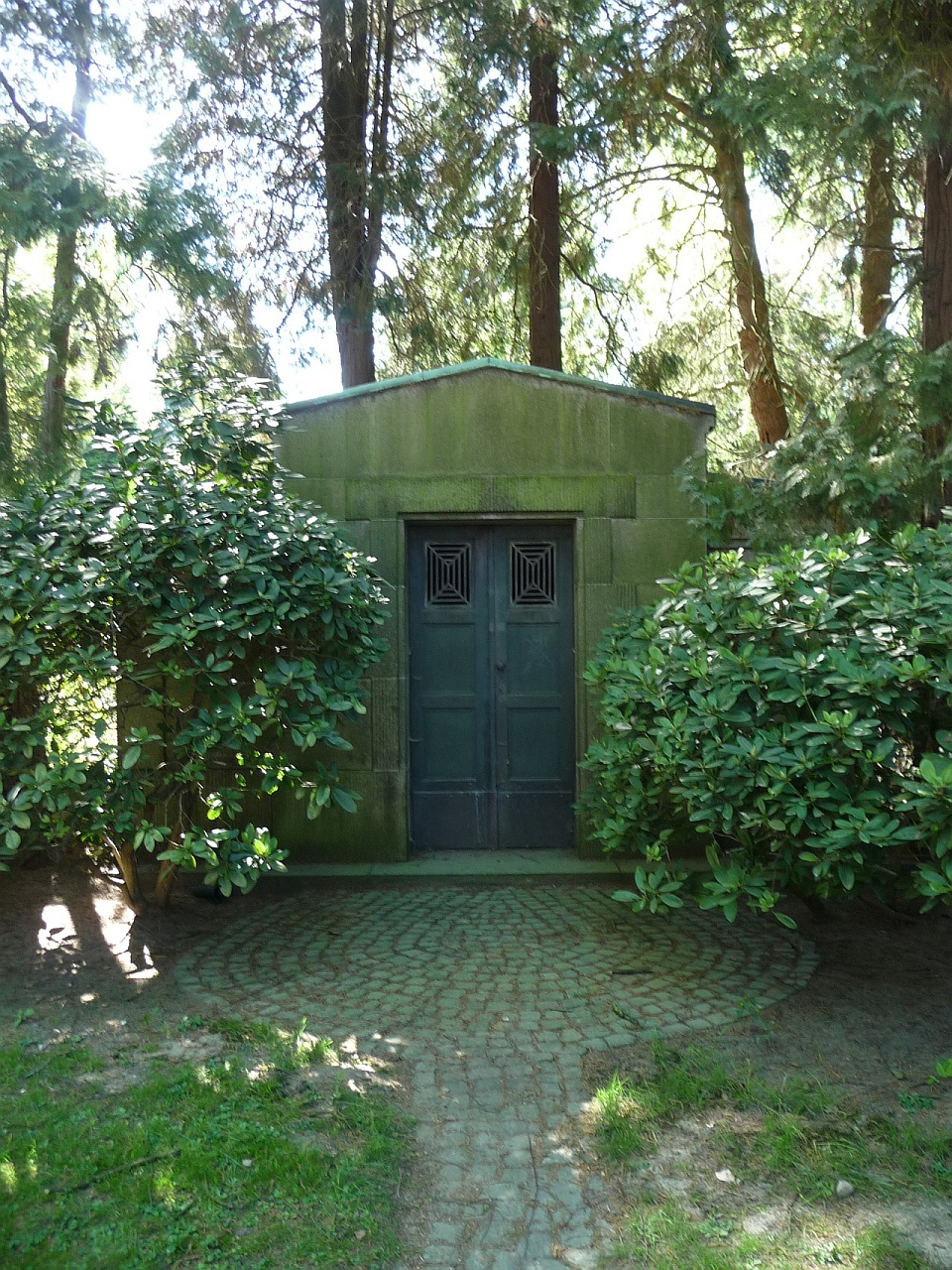
Anonymes Mausoleum (→Lage)
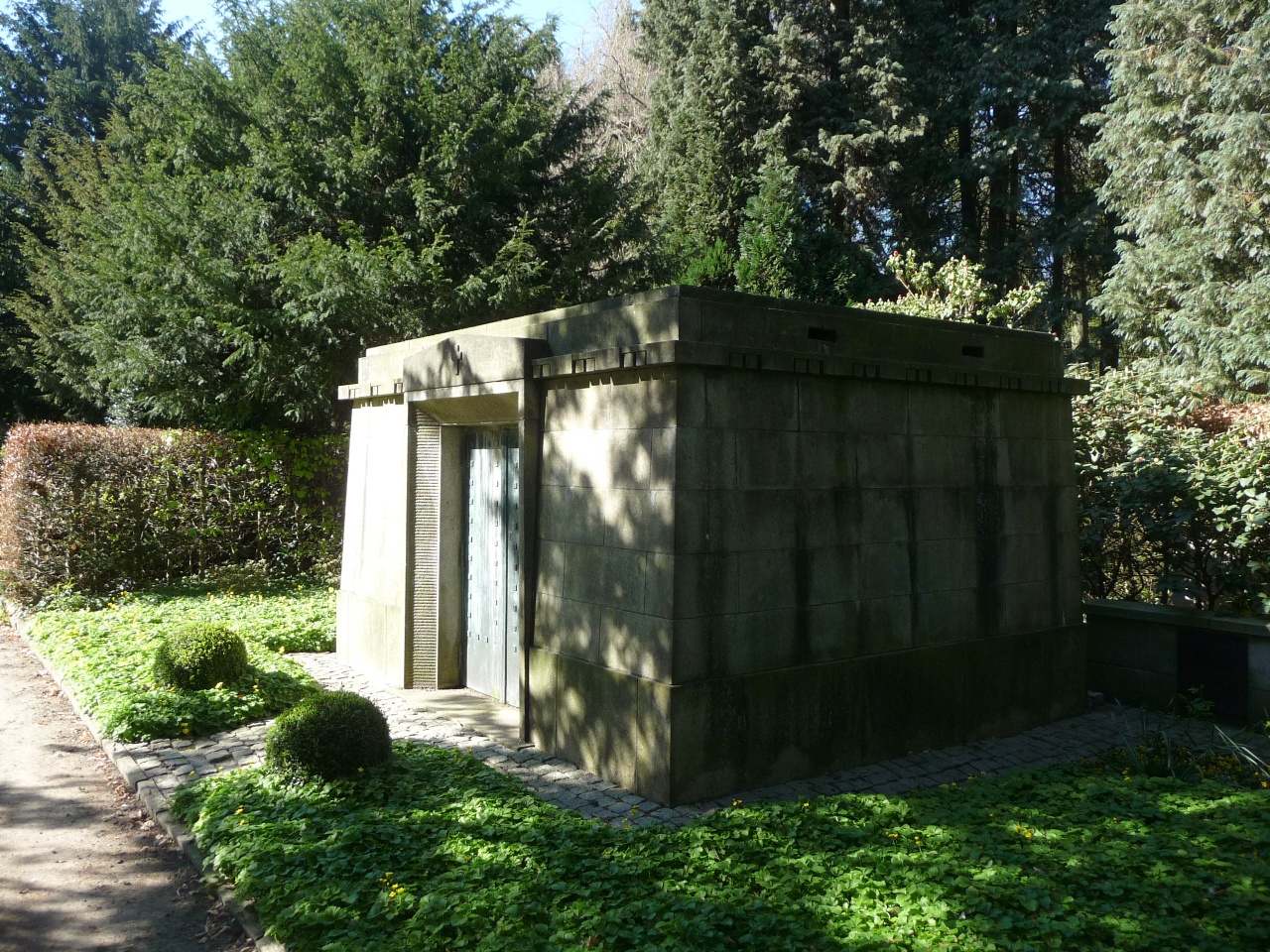
Mausoleum von Hänisch (→Lage)
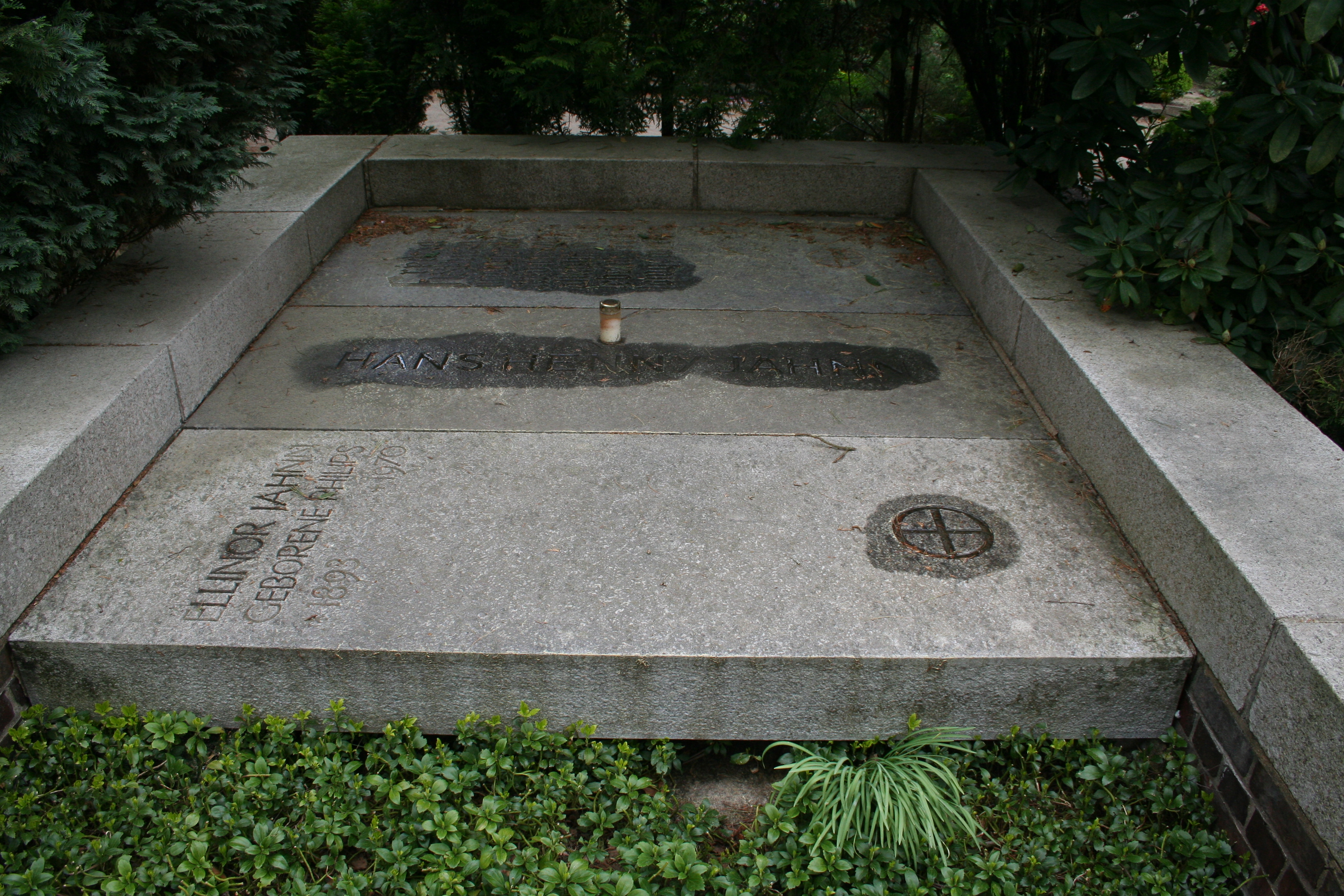
Gruft von Hans Henny Jahnn (→Lage)

### Persönlichkeiten

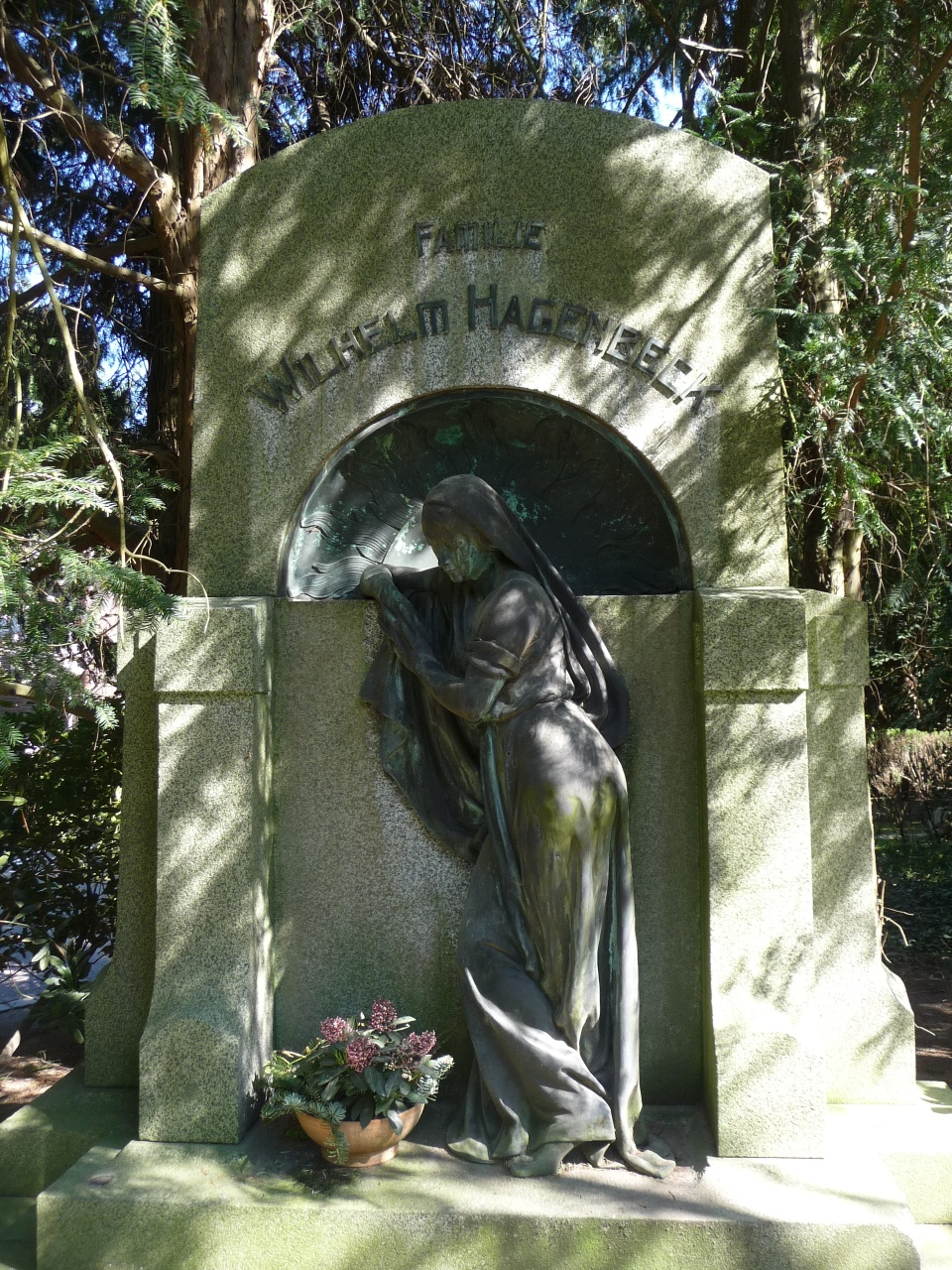
Wilhelm Hagenbeck

Nach dem Ohlsdorfer Friedhof ist der Nienstedtener Friedhof der mit den meisten Gräbern Hamburger Persönlichkeiten. Hier eine Auswahl (sortiert nach Sterbejahr aufsteigend):
Persönlichkeiten mit politischen Einflüssen:
- Baron Caspar von Voght – Reichsfreiherr († 1839)
- Martin Rücker Freiherr von Jenisch – deutscher Diplomat († 1924)[1]
- Bernhard von Bülow – Reichskanzler († 1929)
- John Karl Friedrich Rittmeister – Widerstandskämpfer († 1943, hingerichtet)
- Paul Nevermann – deutscher Politiker (SPD), Hamburger Bausenator und Bürgermeister († 1979)
- Wilhelm Flitner – Reformpädagoge († 1990)
- Jürgen Echternach – deutscher Politiker (CDU), lebte in Nienstedten († 2006)

Kaufleute und Industrielle:

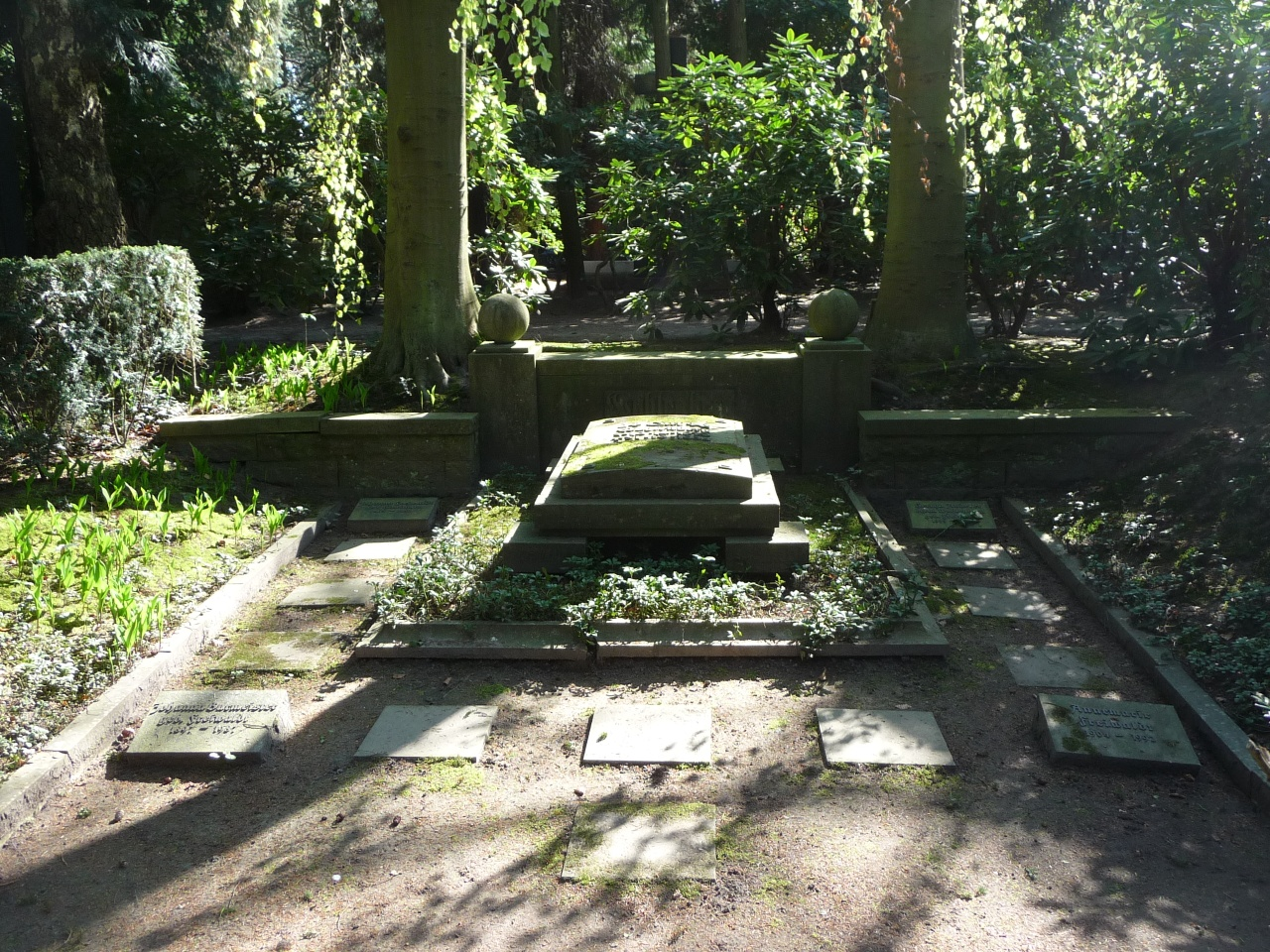
Carl Wohlenberg

- Franz Andreas Harry – Brotfabrikant (siehe Harry-Brot). Er liegt allerdings auf dem Friedhof Diebsteich in Hamburg-Altona. Seine Frau Johanna wurde in Nienstedten bestattet. Eine Gedenktafel erinnert an Franz Andreas Harry.
- George Heinrich Hesse – Mitinhaber der Bank Hesse Newman & Co. und Mitbegründer der Commerzbank

- Alfred Percy Hesse – Mitinhaber und letzter Träger des Namens Hesse in Hesse Newman & Co.

- Daniel Louis Jacob – Gründer des Hotels Louis C. Jacob in Nienstedten († 1825)
- Carl Ludwig Thierry – Mitinhaber des Handelshauses Thierry Borckenstein & Co. sowie Gutsherr der holsteinischen Güter Jersbek und Stegen († 1827)
- Johann Joachim Darboven – Gründer der Kaffeerösterei J. J. Darboven († 1909)

- Cäsar Darboven – Geschäftsführer (zweite Generation) von J. J. Darboven († 1952)
- Arthur Darboven – Geschäftsführer (zweite Generation) von J. J. Darboven († 1954)

- Wilhelm Hagenbeck – Zirkusdirektor, Bruder von Carl Hagenbeck († 1910)
- Alfred Zeise – Erfinder der Zeise-Schraube, einer Schiffsschraube mit hohem Wirkungsgrad († 1922)
- Bernhard Reemtsma – Tabakwarenfabrikant († 1925)

- Hermann Fürchtegott Reemtsma – Zigarettenfabrikant († 1961)
- Philipp Fürchtegott Reemtsma – Zigarettenfabrikant († 1959)

- Emil Langer – Begründer und Erbauer des Hotels Reichshof († 1928)
- Carl Wohlenberg – Reeder († 1935)
- Rudolph Freiherr von Schröder – Geschäftsführer von Schröder Gebrüder & Co. († 1938)
- John Theodor Leonard Essberger – Reeder († 1959)

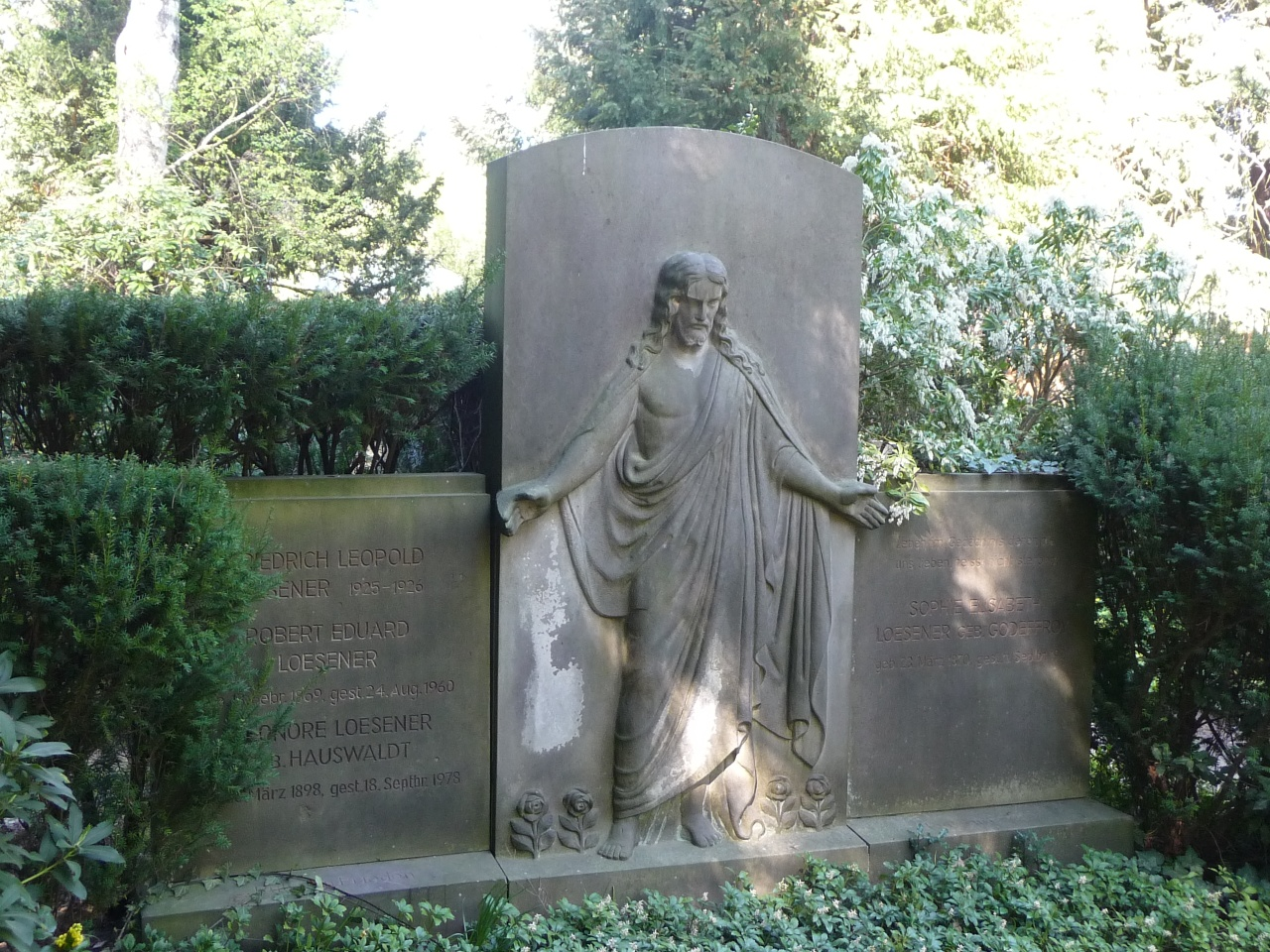
Robert Eduard Loesener

- Robert Eduard Loesener – Reeder († 1960)
- Martha Langer – Hotelbesitzerin († 1973)[2]
- Ernst Emil Jung – Reeder († 1976)
- Liselotte von Rantzau-Essberger – Reederin († 1993)[2]
- Willy Bruns – Reeder († 1998)
- Rolf H. Dittmeyer – deutscher Unternehmer, bekannt für Valensina († 2009)

Schriftsteller:
- Hans Henny Jahnn – deutscher Schriftsteller, Orgelreformer und Musikverleger († 1959)
- Hubert Fichte – deutscher Schriftsteller († 1986)

Künstler und Schauspieler:

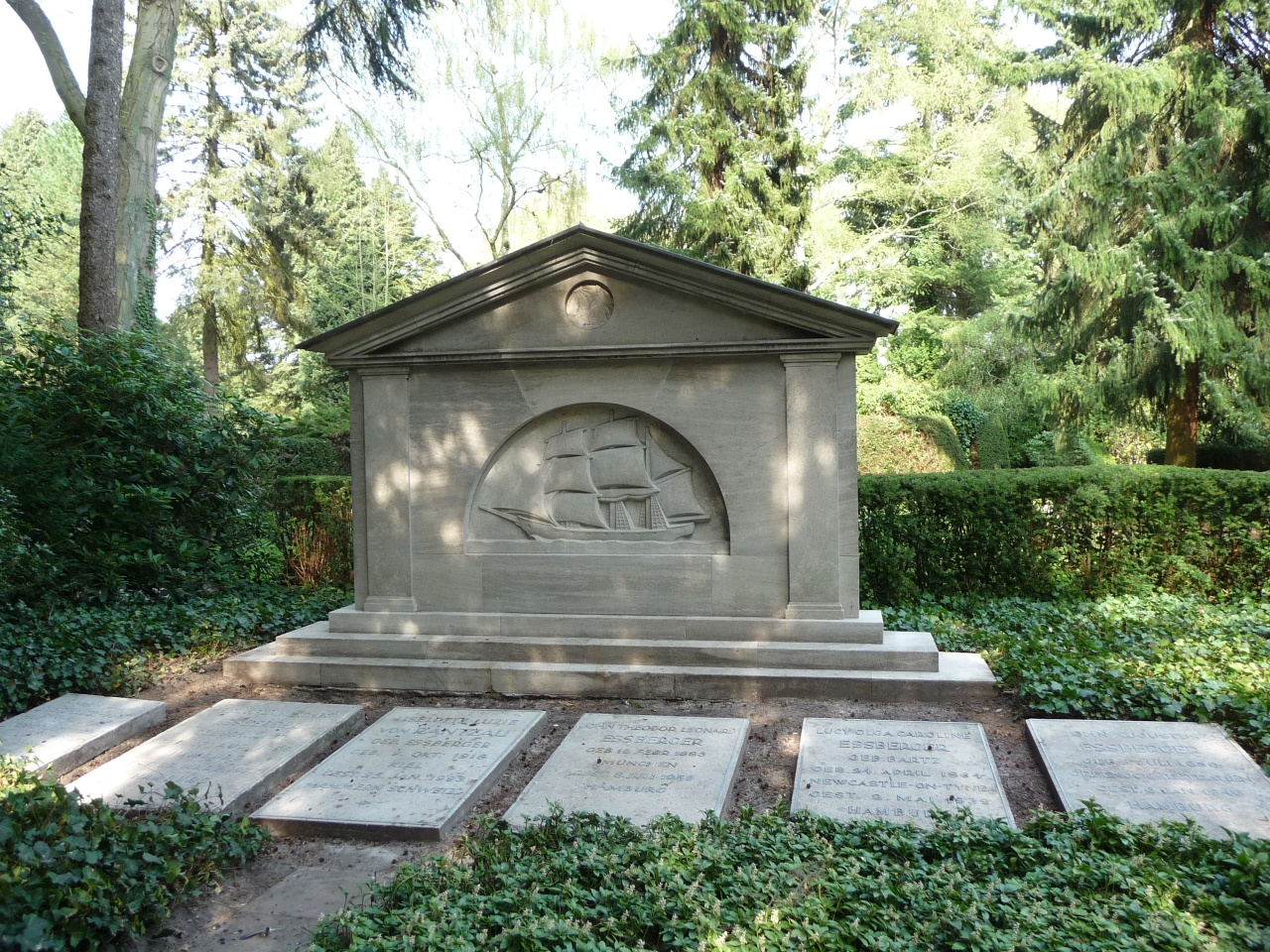
John Theodor L. Essberger

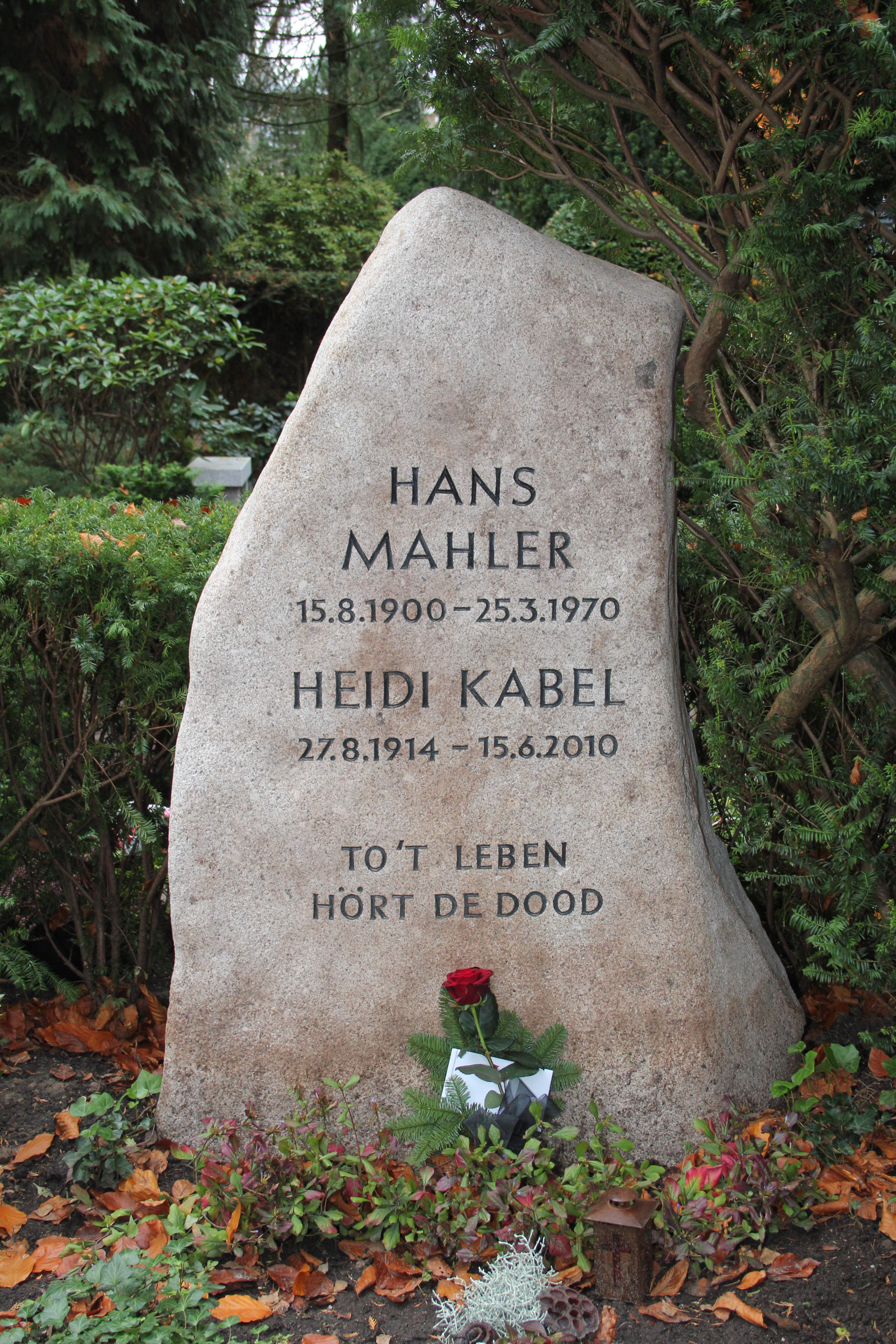
Hans Mahler und Heidi Kabel

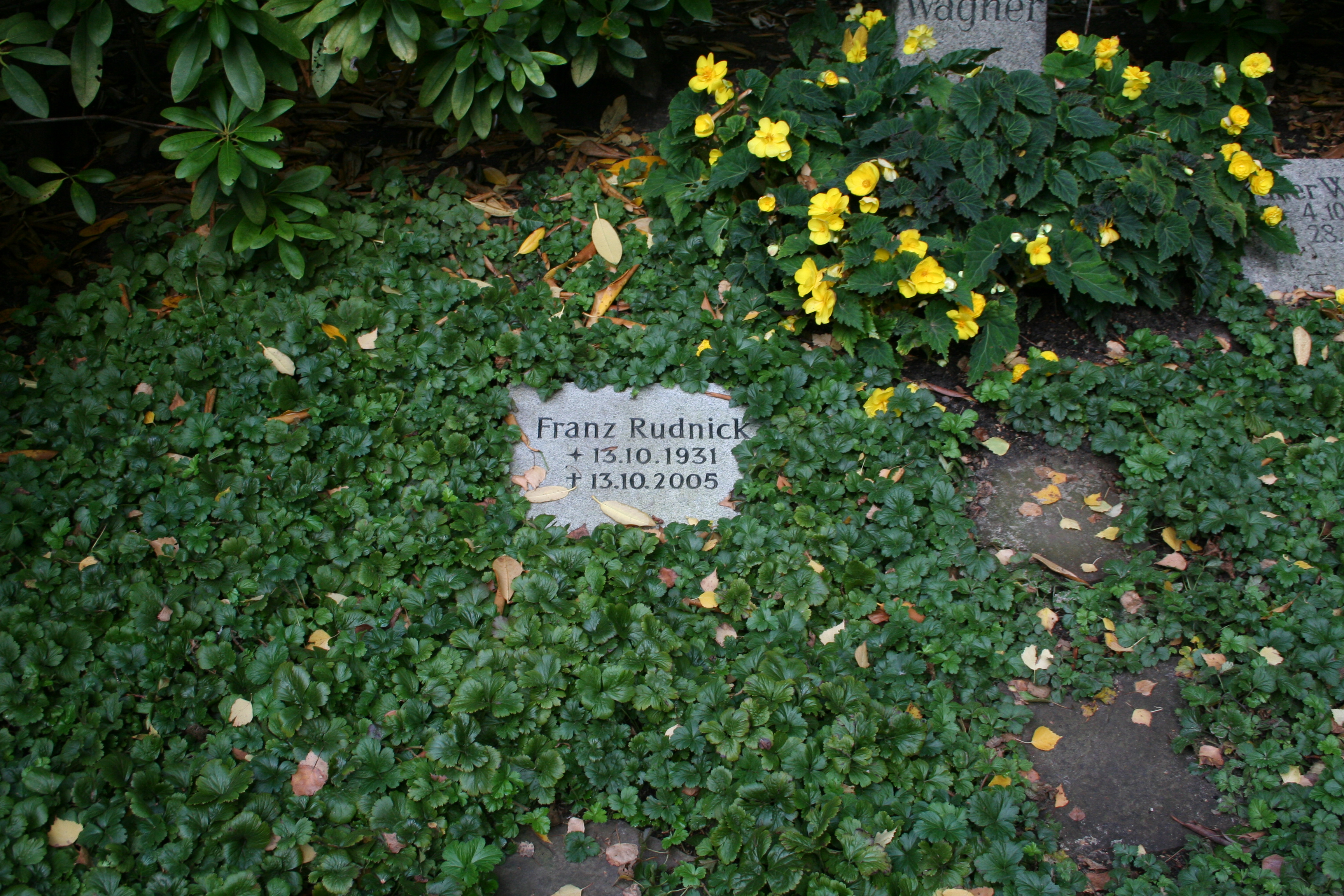
Grabstätte von Franz Rudnick

- Mirko Szewczuk – deutscher Karikaturist österreichischer Herkunft († 1957)
- Fritz Jöde – eine der führenden Persönlichkeiten in der Jugendmusikbewegung († 1970)
- Hans Mahler – deutscher Theater- und Filmschauspieler sowie Theaterregisseur († 1970)
- Konrad Georg – deutscher Theater-, Film- und Fernsehschauspieler († 1987)
- Gabriele Daube – Malerin († 1988)
- Franz Rudnick – deutscher Film- und Fernsehschauspieler († 2005)
- Heidi Kabel – deutsche Theater-, Film- und Fernsehschauspielerin († 2010)
- Gisela Bührmann – Malerin († 2011)[2]
- Eberhard Möbius – deutscher Kabarettist, Schauspieler, Regisseur und Buchautor († 2020)

Architekten:
- Fernando Lorenzen – Architekt zahlreicher neogotischer Kirchen († 1917)
- Erich Elingius – Hamburger Kontorhaus- und Landhausarchitekt († 1948)
- Friedrich Ostermeyer – Architekt († 1963)
- Heinrich Amsinck – Partner im Büro Bensel, Kamps & Amsinck († 1968)
- Fritz Trautwein – Architekt zahlreicher Hochbahn-Stationen († 1993)
- Godber Nissen – Bürohaus-Architekt in Berlin und Hamburg († 1997)
- Jürgen Elingius – Sohn und Büronachfolger von Erich Elingius († 2006)

Weitere:
- James Booth – Landschaftsgärtner († 1814) nebst seinem Sohn John Richmond Booth († 1847)
- Mathilde Arnemann – Samariterin; setzte sich für Armenfürsorge und Pflege von Kriegsopfern ein († 1896)
- Heinrich Albers-Schönberg – Arzt und Forscher; erkannte als Erster eine keimschädigende Wirkung der Röntgenstrahlung († 1921)
- Bernhard Nocht – Tropenmediziner und -hygieniker. Er wurde auf dem Nienstedtener Friedhof beerdigt, später wurden seine sterblichen Überreste auf den Friedhof Ohlsdorf überführt. Sein Grabstein steht im Museumsbereich. († 1945)
- Carl Kircheiß – deutscher Weltumsegler und Polarforscher († 1953)
- Gustav Schröder (Kapitän) –  deutscher Kapitän, 1939 rettete er mit dem unter seinem Kommando stehenden Passagierschiff St. Louis 906 deutsche Juden vorerst vor dem Zugriff der Nationalsozialisten. († 1959)
- Otto Friedrich Behnke – Gründer der Schiffsbegrüßungsanlage Willkomm-Höft († 1964)
- Elisabeth Flitner – Ehrenvorsitzende des deutschen Kinderschutzbundes († 1988)[2]
- Herbert Heinicke – internationaler Schachmeister († 1988)
- Hanns Joachim „Hajo“ Friedrichs – Moderator der Nachrichtensendung Tagesthemen († 1995)
- Dorothee Sölle – deutsche Theologin († 2003)[3]
- Carlheinz Hollmann – deutscher Fernseh- und Rundfunkmoderator († 2004)
- Erwin Marcus – Richter und NDR Radioseelsorger († 2010)
- Gerhard Krug – deutscher Fußballspieler und Journalist († 2011)
- Leonore Mau – Fotografin († 2013)
- Ruprecht Eser – Fernsehjournalist († 2022)
- weitere bekannte Hamburger Familien wie Parish, Sieveking, Jenisch, de la Camp, Godeffroy, Hesse, von Ehren, Breckwoldt, Vorwerk

## Nienstedtener Kirche
Das heutige Gotteshaus, eingeweiht am 16. Mai 1751, ist der sechste Kirchenbau seit der ersten urkundlichen Erwähnung des „Kerspel Nigenstede“ im Jahr 1297. Dieses reichte von Ottensen im Osten bis Wedel/Schulau im Westen, im Norden schloss sich Rellingen an. Zu dem Nienstedtener Kirchspiel gehörten damals noch die Dörfer Klein- und Groß Flottbek, Osdorf, Lurup, Schenefeld, Dockenhuden, Mühlenberg, Blankenese, Tinsdal, Sülldorf und Rissen, dazu die Elbinseln Finkenwerder und Griesen- oder Goriswerder.